# 劉毅 (東晉)
劉毅（？—412年），字希樂，小字盤龍，沛國沛縣人。東晉末年的重要軍事人物，與劉裕和何無忌等一同舉義兵消滅桓玄，後又曾參與討伐盧循的戰事。在東晉官至衞將軍、荊州刺史。因不服於劉裕，故此被劉裕所攻，兵敗自殺。

## 生平
劉毅少有大志，並不管理家族的產業，曾入士為徐州從事，後被桓弘任命為中兵參軍屬。

### 建立義軍
元興二年（403年），大將軍桓玄篡位，建立桓楚。次年，劉裕與何無忌等北府軍舊將在京口圖謀起兵討伐桓玄，當時家住京口的劉毅與何無忌交好，亦參與他們的圖謀。當時何無忌特地問：「桓氏現在強盛，可以討伐嗎？」劉毅就答：「天下自會判定強弱，若是違背道義，雖然強盛亦算是弱小，只看究竟有沒有成就大事的領袖。」何無忌再問：「天下之中並非沒有英雄呀。」劉毅就答：「我只看見劉裕。」何無忌笑而不答，但都讓劉毅參與他們的行動。劉裕等人決定行動後，就命劉毅與劉道規及孟昶同往江北，謀殺桓玄的青州刺史桓弘並佔據廣陵。二月丙辰日（3月25日），劉毅等人成功襲殺桓弘，控制了廣陵；而劉裕亦成功控制京口。次日，劉裕率劉毅等義軍西進攻擊建康。
桓玄在桓謙的力勸下派了皇甫敷及吳甫之迎擊，但都被劉裕等擊敗，二將皆戰死。其後劉毅登蔣山，與劉裕一同進攻防禦的桓謙等，終成功擊敗桓謙等軍，桓玄於是出奔。劉裕等佔領建康，以劉毅為冠軍將軍、青州刺史，率何無忌和劉道規等各軍追擊桓玄。桓玄西走江陵，留何澹之、郭銓和郭昶之守湓口，但被何無忌等擊敗，並進駐尋陽。及後劉毅等率兵自尋陽出發繼續進攻桓玄，而桓玄亦率在江陵重組的軍隊東下迎擊，兩軍於五月癸酉日（6月10日）在崢嶸洲相遇。劉毅乘風施以火攻，並派精兵進攻，大敗桓玄，令桓玄再度西退江陵，郭銓亦向劉毅投降。戰後，桓玄舊將劉統、馮稚等乘虛偷襲尋陽，劉毅派了劉懷肅平定亂事。

### 平滅諸桓
桓玄在逃回江陵後就棄城西走入蜀地，而江陵就在荊州別駕王康產等人控制下，守護安帝並等待義軍。不久，桓玄在五月壬午日（6月19日）被益州督護馮遷殺害，劉毅等則在江陵迎晉安帝復位。而桓玄死後，義軍中人都認為大事已成，全皆鬆懈起來，且又因大風，桓玄死後差不多十日，各軍都未及到達江陵，於是被桓玄堂侄桓振有機可乘，襲取江陵，並劫奪了晉安帝。何無忌等進攻但敗於桓振，劉毅唯有率諸軍退屯尋陽。劉毅因失江陵而被免官，但不久就再受命督何無忌等進攻桓振等，並進至夏口。當時桓謙將馮該駐軍東岸，分據魯山城和偃月壘，互相支援。劉毅於是與何無忌、劉道規領兵分別進攻二城，在數小時戰鬥後攻陷二城，馮該亦退走石城。十二月，劉毅佔領巴陵，劉毅部隊嚴肅整齊，經過地方時不會令百姓感到困擾，劉裕就以劉毅為兗州刺史。
義熙元年（405年）正月，劉毅進攻江陵，因桓振當時正領兵抵禦起兵的南陽太守魯宗之，劉毅於離江陵二十里的豫章口擊敗馮該就直攻江陵，留守江陵的桓謙棄城逃走，劉毅於是成功入城，收殺卞範之等桓玄餘黨。及至三月，桓振反攻江陵，荊州刺史司馬休之敗走，劉懷肅前赴與桓振相持，劉毅派了廣武將軍唐興助戰，終陣斬桓振。及後劉毅又攻下遷陵，並討平桓玄餘眾，獲授撫軍將軍。三月庚子日（5月3日），劉毅獲授都督豫州、揚州之淮南歷陽廬江安豐堂邑五郡諸軍事、豫州刺史，持節、將軍、常侍如故。義熙二年（406年），朝廷追論興復晉室的功勳，封劉毅為南平郡開國公，兼都督宣城軍事。義熙五年（409年），劉毅進衞將軍、開府儀同三司。

### 盧循之亂
義熙六年（410年），盧循作亂，何無忌出兵討伐但戰死，震驚朝廷。當時劉毅打算討伐，但快將出發時就患病，及至病愈，剛滅南燕並正歸來的劉裕寫信來勸止劉毅，要劉毅等他回來後才出兵，並允諾事成後以長江上游要地交給他統領；劉裕又派了劉毅堂弟劉藩去勸止劉毅。劉毅聽後卻大怒，自認為自己才能不在劉裕以下，於是領兩萬水軍從姑孰出發。盧循部將徐道覆知劉毅出兵，決定與決戰，於是與盧循聯兵東下。五月戊午日（6月24日）兩軍在桑落洲大戰，劉毅兵敗棄船，率數百人步行逃走，其餘兵眾皆被盧循所俘，棄掉的輜重器材堆積如山。當時劉毅逃走時經過蠻族的地方，七、八成的人在路上因飢餓困頓而死，劉毅亦因參軍羊邃的竭力保護之下才得存活。劉毅回建康後得劉裕安撫勉勵，官復原職；劉裕又要討伐盧循，以劉毅知都督中外諸軍事留府事，而劉毅自以兵敗，上請解任，降任後將軍。後加江州都督。

### 自矜遭禍
義熙八年（412年）四月，劉毅遷都督荊寧秦雍四州及司州之河東河南廣平、揚州之義城四郡諸軍事、衞將軍、開府儀同三司、荊州刺史，持節。當時荊州編戶數並不夠十萬，器械亦缺乏，於是又求得兼督交、廣二州。而劉毅到江陵改易官員，如以親信郗僧施為南蠻校尉，又留著江州兵眾和豫州州府文武萬餘人，更加以患重病為由請時任兗州刺史的劉藩作自己副手。劉裕認定了劉毅心生異心，於是上奏劉毅之罪，並藉晉安帝詔列出劉毅罪行，更於九月己卯日（11月1日）以劉藩和尚書左僕射謝混是劉毅同黨而賜死二人。劉裕隨後於九月己丑日（11月11日）率軍進伐江陵，派參軍王鎮惡和龍驤將軍蒯恩等先行進攻，討伐劉毅。王鎮惡等一直前進，先於十月己未日（12月11日）進至豫章口，及後攻下了江陵外城，而劉毅則守內城，率精兵數千人力戰。當時王鎮惡派人向劉毅出示詔書、赦文以及劉裕的親筆書信，但劉毅憤怒，不看就將它們焚毀。不過，當劉毅部眾知道劉裕親自到來後就沒有鬥志，而王鎮惡就焚燒城門並一直進攻，劉毅見部眾潰散，唯有率三百多人經北門單騎突圍逃走。劉毅到外城後衝擊王鎮惡軍，不能成功，於是回攻疲累的蒯恩軍，終成功從大城東門逃出江陵。劉毅到了江陵以北二十里的牛牧寺時試圖投宿，寺中僧人不知他是劉毅，但就以昔日該寺一名叫昌的僧人匿藏了桓蔚而被劉毅發現，昌亦被劉毅所殺為由拒絕劉毅留宿。劉毅自以作法自斃，絕望之下自縊而死。翌日劉毅屍首被人報告，被送至江陵斬首，其餘子姪皆被誅殺。

## 性格特徵
- 劉毅剛強勇猛，而深沉果斷，當日隨劉裕起兵時桓玄就曾說劉毅「家無儋石之儲，摴蒲一擲百萬」。至於覆舟山與桓謙等軍決戰時雖在兵力上有差距，但仍殊死作戰，以一擋百，配合火攻及桓謙軍無鬥心之下終令桓謙軍潰敗。
- 劉毅專權肆行且剛愎自用，自己既與劉裕一同起兵消滅桓楚，卻功居其後，心中就是想誇耀自己的才能，不服於劉裕。及後他雖然擔任豫州刺史，但常感不得志，劉裕雖多作安撫順從，但劉毅仍然滿懷不滿，常借史籍表達自己的不滿，如認為藺相如卑屈地迴避廉頗是不可能[7]；想遇到劉邦、項羽那樣的人，與其爭天下等。所以在何無忌敗後起兵討伐盧循時就不肯接受劉裕待他歸來一同出戰的勸告，自行出兵，為顯示自己才能並不在劉裕之下。但在桑落洲兵敗過後，知人情已離，愈是感到十分激憤。但劉毅在晉安帝為劉裕成功討伐盧循而辦的宴會中受詔賦詩：「六國多雄士，正始出風流。」仍因武功不及劉裕，圖以示文學造詣上有餘。後與眾人玩樗蒲，眾人只擲出「黑犢」，而劉毅擲了「雉」，於是十分高興，更說：「我不是不能擲出『盧』，只是不做。」劉裕聽後感到厭惡，於是擲一下，就擲出了「盧」，劉毅更是感到不快[8]。劉毅出鎮荊州後，雖然擁有上游要地的控制權，但喪失接近中央的優勢，於是意圖積蓄實力，找機會打敗劉裕，不過卻被劉裕先下手消滅。
- 昔日劉毅在京口時貧困不已，曾與朋友在東堂投壺耍樂，當時任司徒右長史的庾悅與其他司徒府幕僚前來，要將劉毅趕走，劉毅請求但不可得。當時眾人皆走，但劉毅堅持不肯走，繼續投壺。又一次庾悅食鵝，劉毅請庾悅與他分享餘羮，但庾悅又不答，於是令劉毅十分不滿。及後劉毅求為江州都督，解除了庾悅三州六郡諸軍事的都督和建威將軍的將軍號，命他以江州刺史身份移鎮豫章，又將原江州州府的文武官屬都撥入自己府署[9]，令庾悅恐懼忿怨，不久病死。

## 逸事
- 桓玄昔日在姑孰建齋，因在齋上畫龍，故曰「盤龍齋」，劉毅任豫州刺史時，因自己小字是「盤龍」，故住在那裏。

## 家庭

### 兄弟
- 劉邁，劉毅兄，官至形獄參軍。在劉毅和劉裕等密謀起兵討伐桓玄時，在建康的劉邁答應作為內應，但心懷恐懼，竟以為事已敗露而向桓玄報告，最終自己與王元德等其他內應皆被桓玄所殺。
- 劉模，劉毅兄，劉毅敗後出奔襄陽，途中遭到截獲，被雍州刺史魯宗之殺害。

### 子女
- 劉肅民，劉毅子，劉毅想逃出江陵城時因坐騎在城外不得，故向劉肅民借馬，但劉肅民不肯，將領朱顯之強奪，劉毅才得以騎馬出城。

## 延伸阅读
[在维基数据编辑]
 《晉書·卷085》，出自房玄齡《晉書》